# Lovec za zračno premoč
Lovec za zračno premoč (ang. Air superiority fighter) je lovsko letalo namenjeno prevzemu popolnega nadzora oz. nadvlade v sovražnikovem zračnem prostoru. Občasno se z doseganju tega cilja uporablja specializirana letala kot npr. F-22; ta vrsta letal je po navadi precej dražja, te vrste lovci pa se uporabljajo v manjših številkah in so na voljo samo v nekaterih državah, zato se za ta namen pogosto uporablja tudi večnamenske lovce, kot npr. Eurofighter Typhoon.

## Primeri
- Mikojan-Gurevič MiG-29
- Suhoj Su-27
- Suhoj Su-35
- Suhoj PAK-FA
- Šenjang J-11
- Šenjang J-15
- Čengdu J-20
- Dassault Rafale
- Dassault Mirage 2000
- Eurofighter Typhoon
- Grumman F-14 Tomcat
- McDonnell Douglas F-15 Eagle[1]
- Lockheed Martin F-22 Raptor
- Vought F-8 Crusader
- Suhoj/HAL FGFA
- Suhoj Su-30MKI